# Joeropsis dubia
Joeropsis dubia är en kräftdjursart som beskrevs av Menzies1951. Joeropsis dubia ingår i släktet Joeropsis och familjen Joeropsididae.

## Underarter
Arten delas in i följande underarter:
- J. d. paucispinis
- J. d. dubia